# Ikonografia maryjna w chrześcijańskim malarstwie nubijskim
Ikonografia maryjna pojawia się w kulturze chrześcijańskiej od jej najwcześniejszego okresu. Przedstawienia Matki Jezusa należą do najważniejszych i  i najczęstszych przedstawień w sztuce chrześcijańskiej. Dla rozwoju kultu i ikonografii Matki Bożej ogromne znaczenie miał Sobor w Efezie w 431 r. na którym przyznano Maryi tytuł Theotokos, czyli „Matka Boga". Według tradycji wschodniochrześcijańskiej pierwsze ikony Matki Bożej wykonał św. Łukasz Ewangelista, który miał po Zesłaniu Ducha Świętego namalować trzy jej wizerunki.

## Ikonografia maryjna w chrześcijaństwie wschodnim
Najstarsze przedstawienia maryjne datowane są na III/IV wiek. W tym czasie ukazywana jest ona, oprócz scen związanych z Jezusem, w pozie orantki.
Po soborze efeskim w 431 roku, który uznał Marię za Matkę Bożą (Theotokos) zaczęły się kształtować typy ikon Bogarodzicy. Od tamtych czasów Kościół prawosławny wyróżnia cztery fundamentalne modele ikonograficzne Matki Bożej: Tronująca; Oranta; Hodegetria, czyli Wskazująca Drogę (od gr. hodós – droga); Eleusa, czyli Miłosierna (od gr. éleos – miłosierdzie). Od tych czterech podstawowych typów wywodzi się około 230 wariantów, np. Kardiotissa (Dziewica Miłosierdzia), Balikotissa (Dziewica Czułości), Galaktotrophousa (Karmicielka).

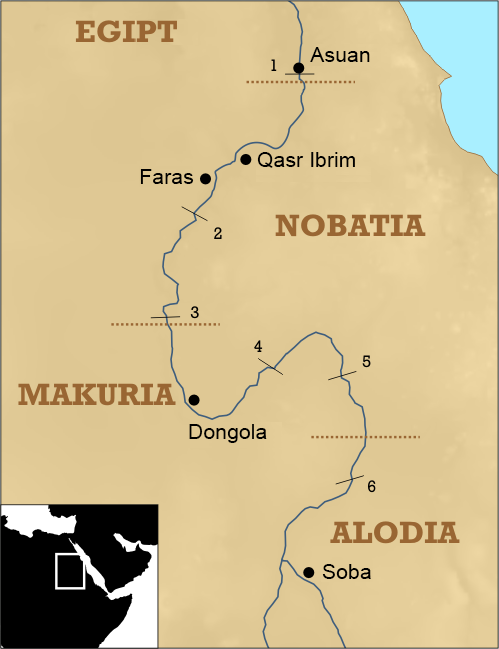
Nubia w okresie chrześcijańskim

## Chrześcijańskie malarstwo nubijskie
W okresie od VI do XIV wieku na terenach Nubii rozwijała się chrześcijańska architektura sakralna, zarówno w Nobadii oraz w Makurii. Powstawały monumentalne świątynie chrześcijańskie, na których ścianach wykonywano malowidła o różnorodnej tematyce. W nubijskich programach ikonograficznych wykorzystywano wzorce pochodzące z kręgu kultury chrześcijańskiej, powstawały również lokalne, specyficzne warianty przedstawień.
Na malarstwo nubijskie miało ogromny wpływ Bizancjum. Wpływy z Cesarstwa nadeszły do Nubii w dwóch falach. Już we wczesnym malarstwie, które wywodzi się z Egiptu, zauważa się widoczne cechy malarstwa bizantyjskiego. W malarstwie w Nubii zachowane są również najstarsze wzory przedstawień chrześcijańskich, które na terenach Bizancjum nie przetrwały m.in. z powodu ruchów ikonoklastycznych.

## Maryja w malarstwie nubijskim
Z terenów Nubii znane jest kilka typów przedstawień maryjnych, które pochodzą przede wszystkim z Faras, Starej Dongoli, Banganarti. Znane są przedstawienia samodzielne Maryi z Dzieciątkiem (bądź samej), a także sceny zbiorowe, jak Matka Boża w otoczeniu Apostołów, scena Bożego Narodzenia, czy też sceny protekcji (opieki).

### Przedstawienia samodzielne
Malarstwo nubijskie w przedstawieniach Matki Bożej czerpie z tradycji Kościoła wschodniego. Znane są w Nubii cztery główne modele ikon Bogarodzicy, które funkcjonowały w Bizancjum od V wieku. Przedstawienia samodzielne ukazują Maryję z Dzieciątkiem Jezus, lub też samą, przedstawienie to stanowi samodzielną scenę. Nawiązania do kanonu ikonografii maryjnej Kościoła wschodniego jest obecne w sztuce nubijskiej przez cały okres jej powstawania.

#### Matka Boża Tronująca

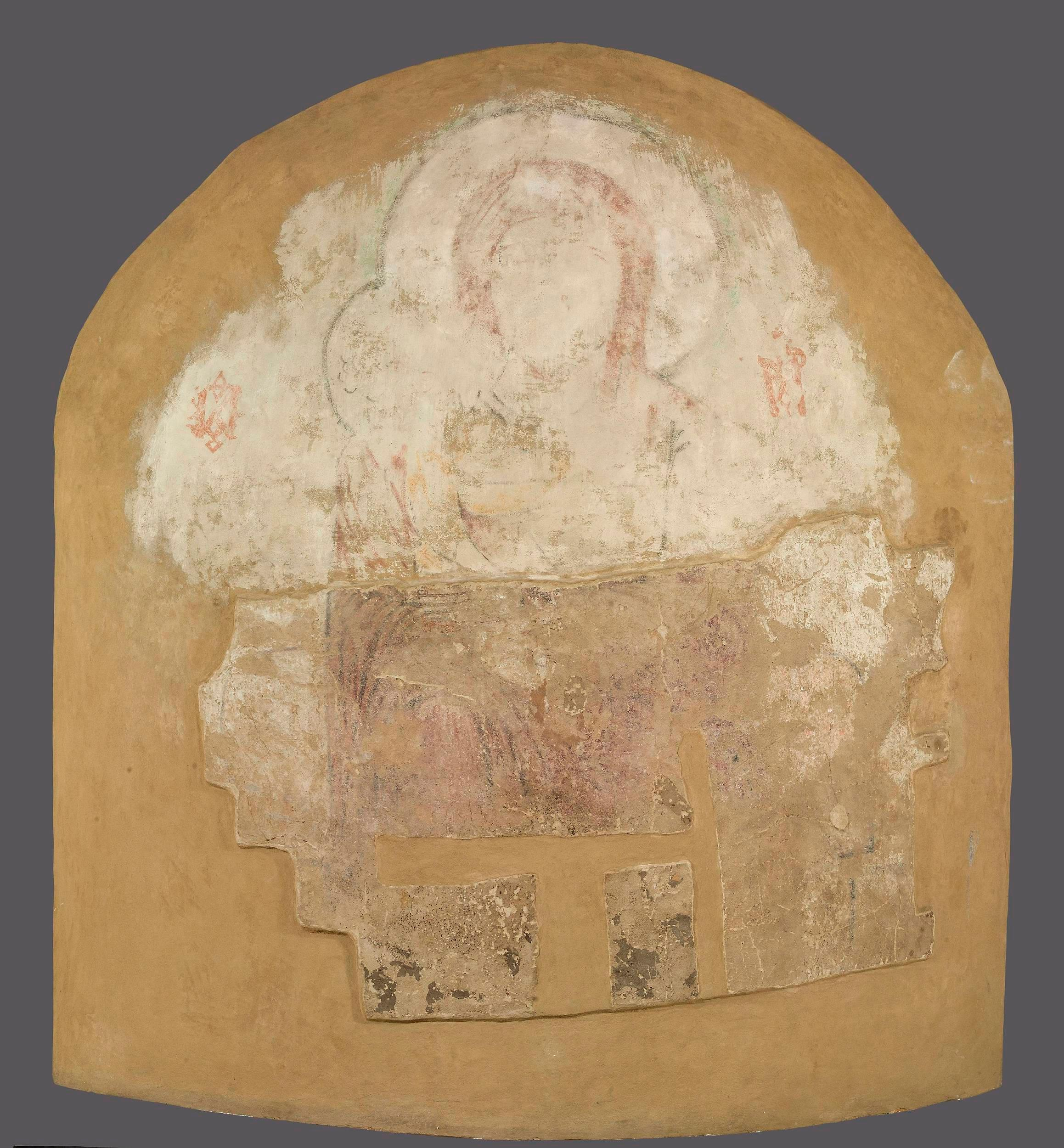
Matka Boża tronująca z Faras

Typ Tronująca ukazuje Bogarodzicę siedzącą na tronie w pozycji frontalnej. Matka Boża trzyma przed sobą Dzieciątko Jezus, które z kolei błogosławi i ukazuje zwój Pisma. W typowych przedstawieniach tego typu zwykle z obu stron tronu stoją aniołowie, a niekiedy święci pochyleni w geście adoracji. Dosyć wcześnie pojawiło się przedstawienie Bogurodzicy z Dzieciątkiem na lewym ramieniu (np. z katedry w Faras, około 1005 r.) oraz Matki Boskiej stojącej.

#### Matka Boża Oranta
Typ Oranta przedstawia obecnie Bogarodzicę z Dzieciątkiem, rzadziej bez Dzieciątka. W pierwszym przypadku Dzieciątko jest przedstawione w medalionie na łonie Matki. Jest tajemniczo podtrzymywane i wydaje się przezwyciężać prawo ciążenia. Z reguły oblicze Dzieciątka przedstawia dorosłego mężczyznę. Trzyma ono zwój Pisma i błogosławi prawą ręką. W drugim przypadku przedstawienie ukazuje Maryję bez Jezusa, w modlitewnej pozie, z gestem modlitewnym.
Pochodzący z Banganarti wizerunek Maryi jako orantki namalowany na słabym tynku wapiennym, na warstwie pobiały kaolinowej farbą czarną na bazie tempery jajowej. Datowany jest na przełom X/XI wieku.
Jest to bardzo rzadki typ wizerunku Matki Boskiej modlącej się (Orantki), nazwany przez Nikołaja Kondakowa w jego „Ikonografii Bogomateri” Maryją Wenecką. W jego czasach znane były tylko cztery takie mozaikowe wizerunki Maryi modlącej się, z charakterystycznym gestem rąk złączonych do modlitwy przegubami. Trzy pochodzą z bazyliki św. Marka w Wenecji, jeden z kościoła św. Donata na Murato. Malowidło z Banganarti jest jedynym tego typu przedstawieniem naściennym poza regionem weneckim. Obecnie po konserwacji znajduje się na wystawie "Archeologia Sudanu" w Muzeum Archeologicznym w Poznaniu.

#### Matka Boża Hodegetria
Typ Hodegetria (z grec. Przewodniczka, Wskazująca Drogę) jest ukazaniem Matki Bożej pełnej majestatu. Wzrok ma skierowany na widza, a prawą ręką wskazuje na Dzieciątko, które trzyma w lewej ręce. W typowych przedstawieniach Dzieciątko ma na sobie złotą szatę, symolizującą Jego Boskość, trzyma zwój Pisma i błogosławi prawą ręką.Chrystus nie jest tutaj niemowlęciem, występuje w ikonograficznym typie Chrystusa Emmanuela, ma twarz dojrzałego, inteligentnego człowieka. Jedne z najstarszych zachowanych przedstawień tego typu znajdują się w Ewangeliarzu Rabbulasa, na freskach w Bawit, i w kościołach ormiańskich z VI wieku, jednak ikona ukształtowała się ostatecznie w Bizancjum, przepełniona jest cesarskim majestatem, ukrywaniem uczuć. Ukazuje jedynie świętość i godność władzy cesarskiej.

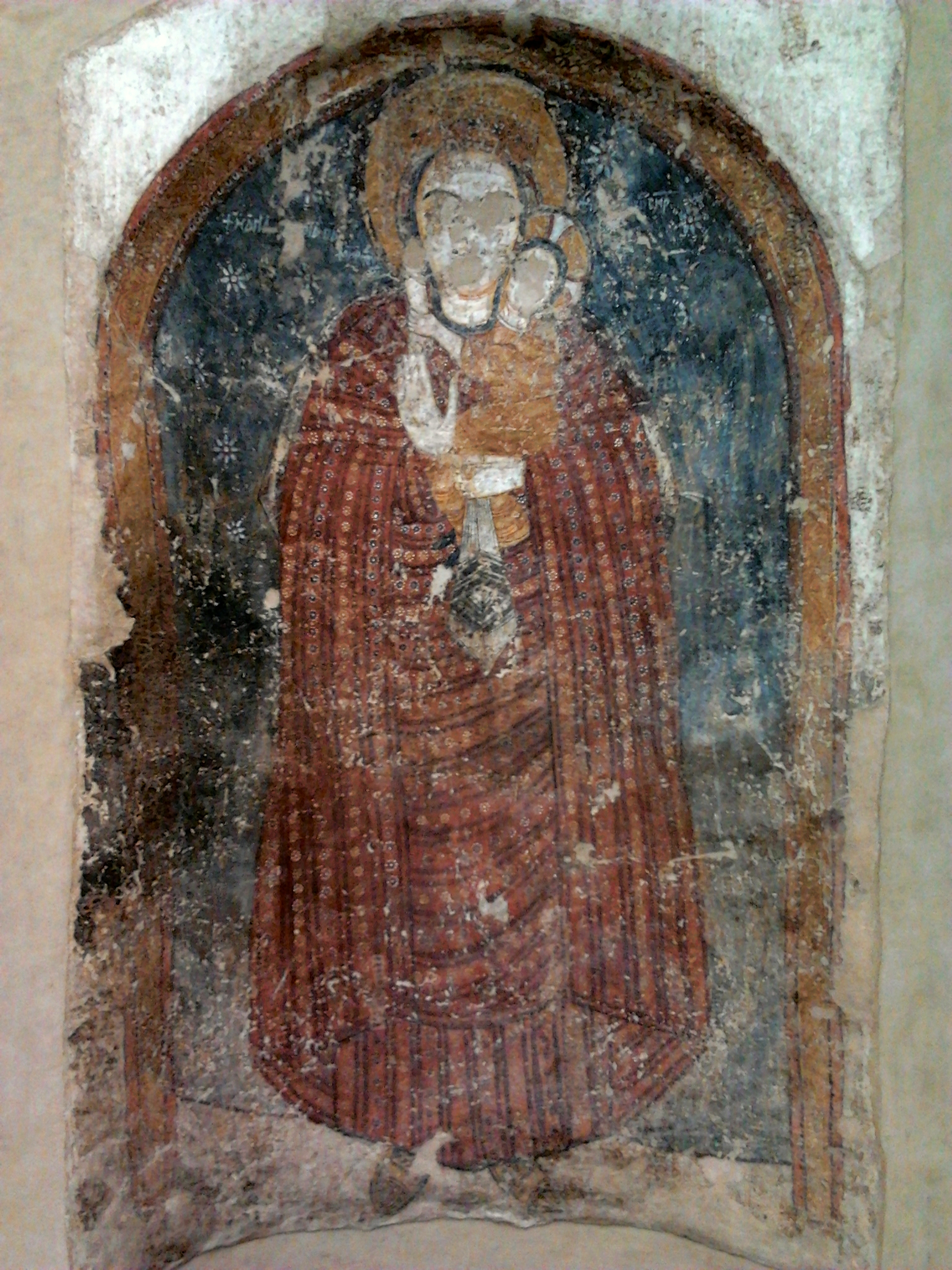
Matka Boska Hodegetria – Faras

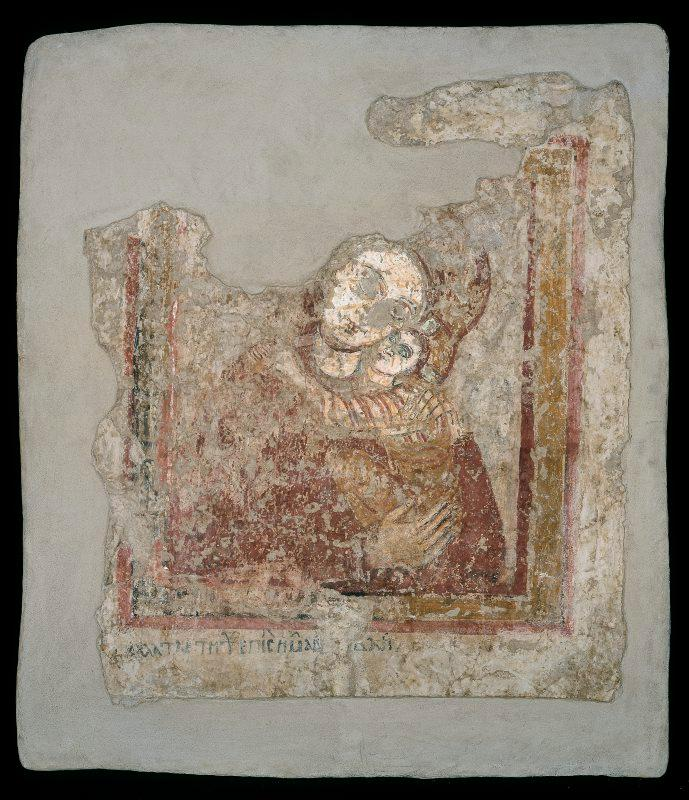
Matka Boska Eleusa z Faras

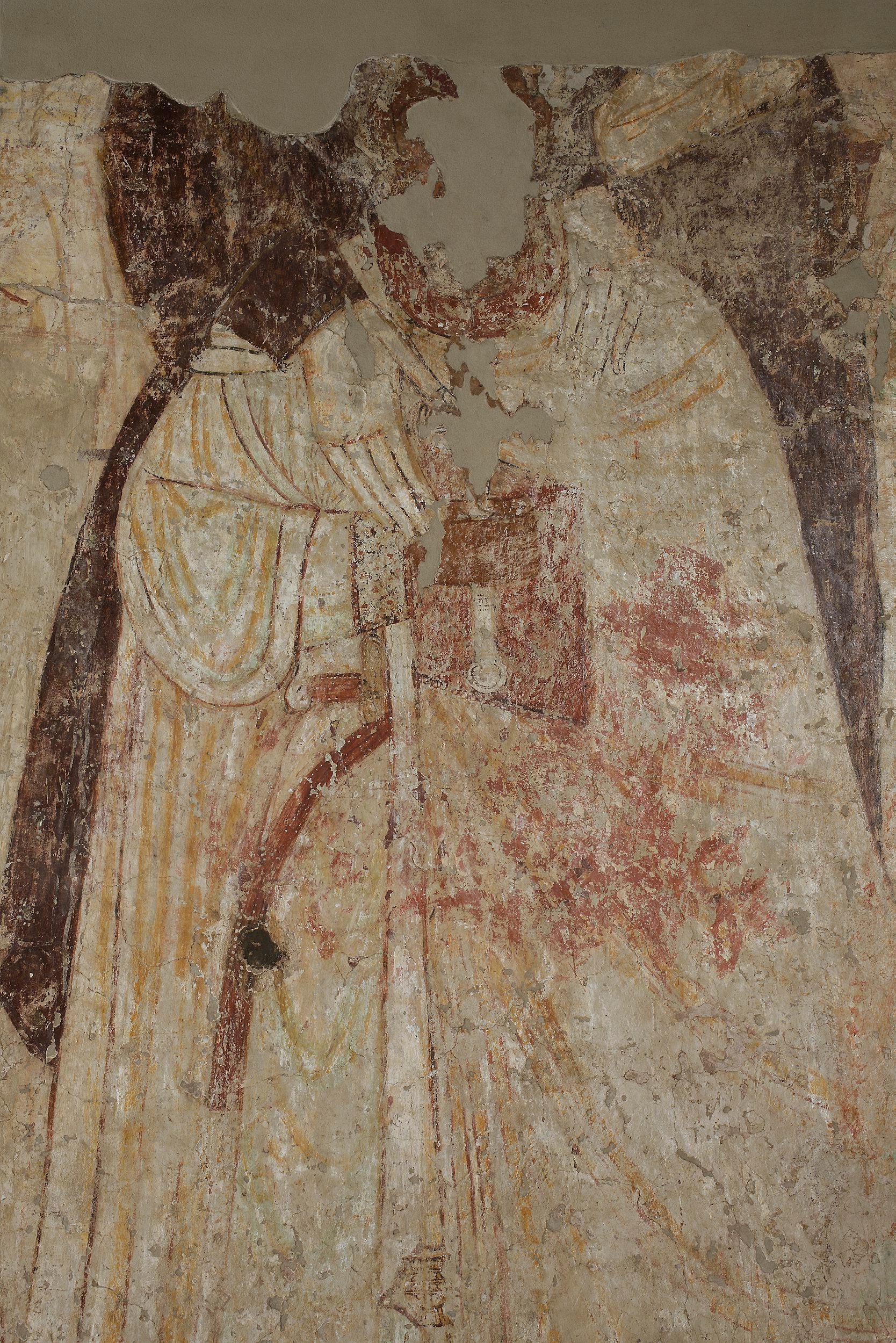

Hodegetria jest najstarszym i najbardziej rozpowszechnionym typem ikonograficznym przedstawienia Matki Boskiej z Dzieciątkiem Jezus na ręku.

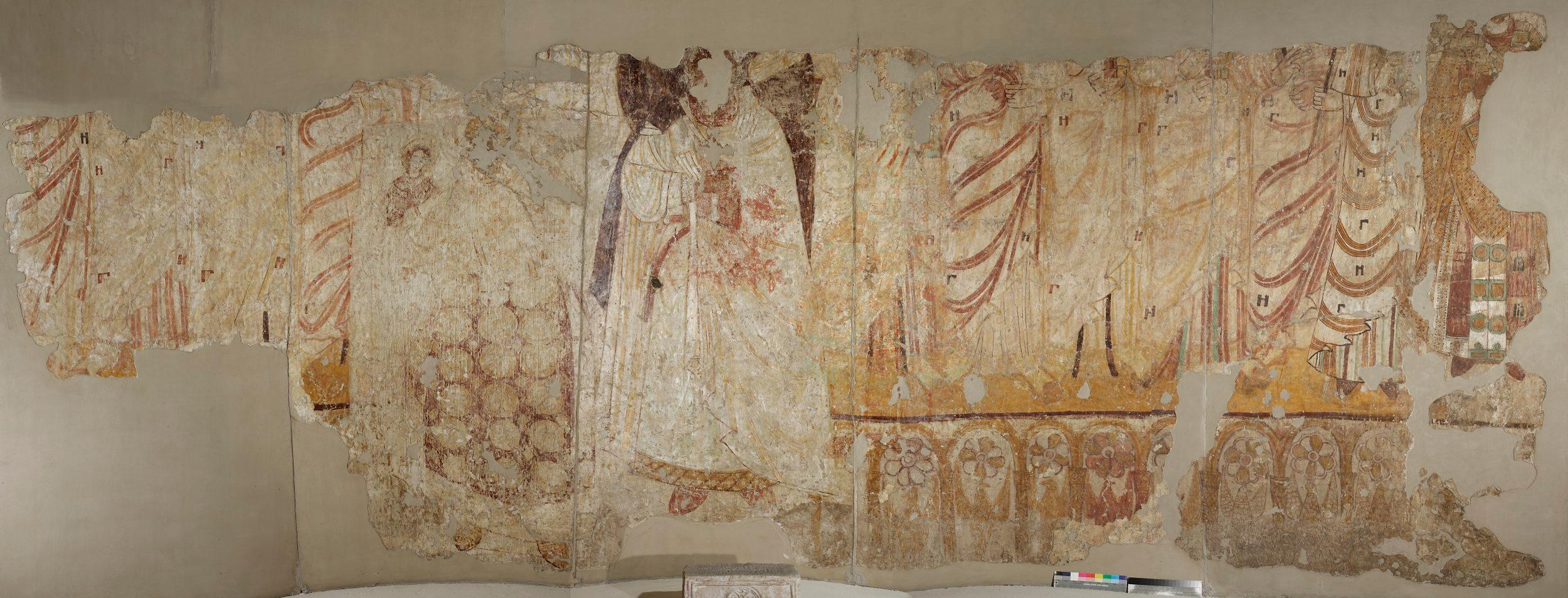
Matka Boska i Apostołowie. Malowidło ścienne z Katedry Paulosa, Faras, VIII-XIII w.

#### Matka Boża Eleusa
Typ Eleusa (z grec. Miłosierna, Czułości) ukazuje Matkę Bożą, która trzyma w ramionach swojego syna, Jezusa. Jezus obejmuje w tym przedstawieniu Matkę za szyję i przytula twarz do jej policzka. Przedstawienie typu Eleusa powstało w kręgu sztuki koptyjskiej i kapadockiej, zapewne w wyniku ewolucji wyobrażenia Hodegetrii. W Bizancjum rozwijał się od X w., był popularny zwłaszcza od XII w.
Typ ten w przeciwieństwie do Hodegetrii nie jest pozbawione uczuć i dalekie jest od ukazania Matki Bożej pełnej majestatu. Ukazuje ono matczyną czułość, serdeczność i miłość Bogurodzicy, jej boleść nad przyszłą męką Chrystusa.

#### Inne przedstawienia
Z klasztoru Świętej Trójcy ze Starej Dongoli znane są przedstawienia odbiegające od programu ikonograficznego wizerunków Matki Bożej. Poza Starą Dongolą nie znajdują one analogii, jak wyobrażenie Matki Bożej jednocześnie przędącej i karmiącej, Zwiastowania.

### Sceny zbiorowe
Poza ukazywaniem Matki Bożej w samodzielnych scenach, w malarstwie nubijskim pojawiają się kompozycje, sceny zbiorowe, w których ukazywana jest Matka Boża. Można wśród nich wyróżnić scenę Bożego Narodzenia, sceny protekcji (opieki) czy kompozycje absydowe, gdzie Maryja ukazywana jest w otoczeniu Apostołów.

#### Matka Boża z Apostołami
Jednym z najważniejszych przedstawień maryjnych w Nubii jest przedstawienie Maryi w sanktuarium, gdzie znajdował się ołtarz, na którym sprawowano liturgię eucharystyczną. Ikonografia sanktuariów została wyrażona dwustrefowym systemie malowideł umieszczonych w absydzie.
W górnej części przedstawienia znajdował się Maiestas Domini, natomiast do X wieku, w dolnym rejestrze przedstawiano Matkę Bożą, czasem z apostołami, jak na zachowanym malowidle z katedry z Faras. Około X wieku program ikonograficzny absydy zostaje zmieniony. Pojawiają się przedstawienia o charakterze oficjalnym. Do wizerunku Matki Bożej dodawano przedstawienia władcy bądź dostojnika Kościoła.

#### Matka Boża w scenach protekcji
Z Nubii znane są przedstawienia władców i biskupów pod opieką świętych, w tym Matki Bożej i Chrystusa. Z katedry z Faras datowany jest na lata 1005-1007 
portret biskupa Marianosa pod opieką Bogarodzicy z Dzieciątkiem Jezus w typie Hodegetria, jednak Maryja trzyma prawą rękę na ramieniu biskupa.

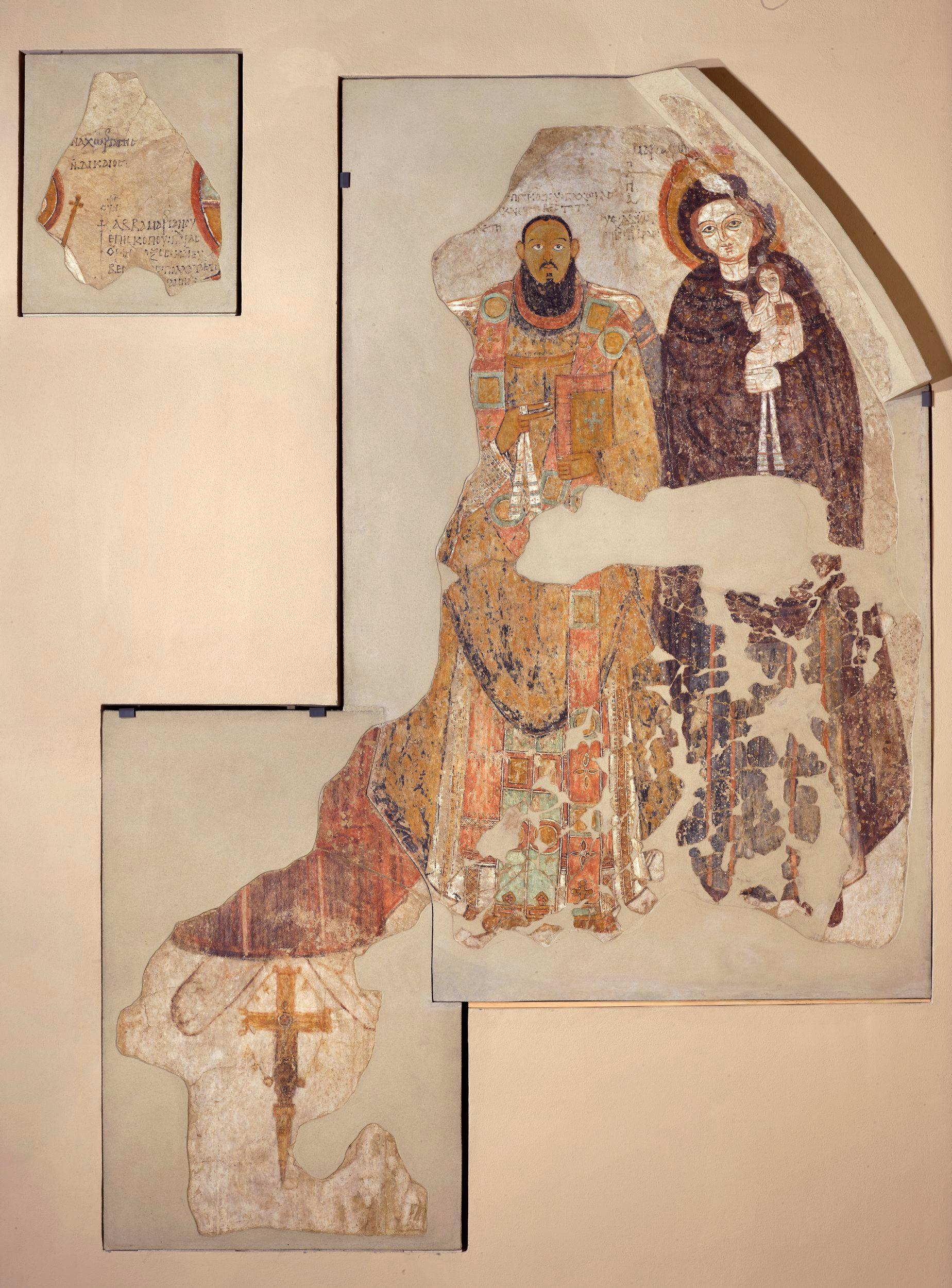
Biskup Marianos pod opieką Chrystusa i Matki Boskiej. Faras, XI wiek

Podobne przedstawienie również z katedry z Faras przedstawia królową Martę pod opieką Matki Bożej. Malowidło znajduje się obecnie na wystawie w Muzeum Narodowym w Chartumie.

#### Boże Narodzenie
Scena Bożego Narodzenia jest jedną z najbardziej rozpowszechnionych scen obrazujących wydarzenia z Pisma świętego w Kościele w Nubii. Z katedry z Faras przedstawienie jest datowane na X/XI wiek. Jest to momentalne malowidło znajdujące się obecnie w Muzeum Narodowym w Chartumie, razem z innymi tego typu przedstawieniami.